# A Second Look
A Second Look ist ein Album des Jazzgitarristen Vic Juris. Die Aufnahmen entstanden 2002 im Mountain Rest Studio, New Paltz, Ulster County, New York und erschienen am 9. April 2005 auf dem Label Mel Bay Records.

## Hintergrund
Beginnend mit Roadsong (1978) spielte Vic Juris bis 2018 eine Reihe von Alben unter eigenem Namen ein. Mitte der 2000er-Jahre arbeitete der Gitarrist als Sideman mit Musikern wie Giacomo Gates, David Liebman, Loren Stillman, Bill Warfield und Jeremy Steig. In dieser Zeit nahm Juris ein weiteres Album unter eigenem Namen auf; er spielte in Trio- und Quartett-Besetzung mit dem Bassisten Jay Anderson und dem Schlagzeuger Tim Horner sowie mit David Liebman (Tenor- und Sopransaxophon) als Gast bei einigen der Stücke.
Juris nahm fünf Eigenkompositionen auf, neben dem Titelstück auch „Barney K.“, eine Hommage an den verstorbenen Jazzgitarristen Barney Kessel. Zu den Fremdkompositionen gehörte Keith Jarretts „Shades of Jazz“ (ein Titel aus dem Album Shades (1976), mit Dewey Redman, Charlie Haden, Paul Motian, Guilherme Franco), der Musicalsong „So in Love“ von Cole Porter (aus Kiss Me, Kate, 1948) und ein Song von Victor Herbert von 1919, „Indian Summer“, im Original ein Klavierstück.

## Titelliste
- Vic Juris – A Second Look (Mel Bay Records – MB09782CD)[3]
  1. A Second Look (Vic Juris) 6:20
  2. Barney K. (Vic Juris) 5:56
  3. So in Love (Cole Porter) 8:06
  4. All the Things You Are (Jerome Kern, Oscar Hammerstein II) 7:24
  5. Shades of Jazz (Keith Jarrett) 5:36
  6. Very Early (Bill Evans) 5:00
  7. Little Brian (Vic Juris) 5:30
  8. Table for One (Vic Juris) 7:30
  9. Dizzy, Trane, and You (Vic Juris) 4:14
  10. Indian Summer (Victor Herbert, Al Dubin) 8:46

## Rezeption
Scott Yanow vergab an das Album in Allmusic vier (von fünf) Sterne und schrieb: „Unter den anderen denkwürdigeren Stücken befinden sich eine swingende Wiedergabe von ‚So in Love‘, eine seltsame reharmonisierte Balladenversion von ‚All the Things You Are‘, eine seltene Wiederaufnahme von Keith Jarretts ‚Shades of Jazz‘ und die Bossa-Nova-Nummer ‚Little Brian‘. Der trockene Ton und die subtile Kreativität von Juris sind zunächst eine Selbstverständlichkeit, werden jedoch mit jedem Hören attraktiver.“
Nach Ansicht von Russell Carlson, der das Album in JazzTimes rezensierte, hat Juris im Laufe seiner Karriere neben den Fähigkeiten und der Flexibilität eines virtuosen Gitarristen anscheinend ein Gefühl der Demut erlangt, das ihn dazu bringt, jeden Impuls für das auffällige Zeug, das er sicherlich aus seinem Instrument locken könnte, außer Acht zu lassen. Sein subtiler Klang mit einem Hauch von Nachhall und Chorus mache seine Melodien zu Klangfeldern, die träumerisch sind und niemals nach Aufmerksamkeit gieren. Der Autor lobt auch die Stücke, die Juris geschrieben hat; obwohl er nicht oft eine eingängige Melodie spiele, sei sein Komponieren immer noch faszinierend, weil die Linien nicht wie erwartet aufgelöst werden. Er und seine Bandkollegen fänden immer wieder Wege, die Musik mit einem Gefühl von Geheimnis und Staunen zu erfüllen.
Richard Cook und Brian Morton, die in ihrem Penguin Guide to Jazz das Album mit der Bewertung von 3 (von 4) Sternen auszeichneten, sind der Ansicht, A Second Look sei nicht die beste Platte des Gitarristen, doch Liebmans Beiträge machten sie hörenswert. Höhepunkte sind nach Ansicht der Autoren „Dizzy“, „Barney K.“ und das Titelstück.